# De Fortwijk
De Fortwijk was een waterschap in de Nederlandse provincie Overijssel van 1934 tot 1961. 
Door de ontginningswerkzaamheden in het gebied nabij het huidige Vroomshoop was het vanaf 1856 noodzakelijk dat de waterhuishouding, kaden en grondduikers werden beheerd. De nieuw opgerichte waterschap De Fortdijk, vernoemd naar de inmiddels gedempte waterloop, nam deze taken op zich. Pas in 1934 werd De Fortdijk een gereglementeerd waterschap, nadat de Gedeputeerde Staten van Overijssel hiertoe besloten op 12 juli 1934.
Op 19 april 1961 besloot het bestuur van De Fortdijk zichzelf en het waterschap op te heffen. Het beheergebied gelegen tussen de Hammerdijk, de Tonnendijk, het Kanaal Almelo-De Haandrik en de Bovenweg viel binnen het ruilverkavelingsverband Vroomshoop. De afwatering van de gronden zou in het kader van de ruilverkaveling worden aangepast. Na de uitvoering van de werkzaamheden zou dit gebied gaan afwateren via het waterschap De Bovenvecht. In 1970 werd het gebied van De Fortdijk toegevoegd aan het waterschap De Bovenvecht.